# Phydanis bicolor
Phydanis bicolor är en skalbaggsart som beskrevs av Horn 1889. Phydanis bicolor ingår i släktet Phydanis och familjen bladbaggar. Inga underarter finns listade i Catalogue of Life.